# 五勇亭英橋
五勇亭 英橋（ごゆうてい えいきょう、生没年不詳）とは、江戸時代の浮世絵師。

## 来歴
渓斎英泉の門人で五勇亭と号す。作画期は天保から弘化にかけての頃とされ、作は姉様人形を描いたおもちゃ絵が2点知られるのみである。

## 作品
- 「新版かみざいく両面あねさま人形いしょうづくし」　大判錦絵　カルロ・コンティーニ所蔵（イタリア）
- 「姉様人形づくし」　大判錦絵　カルロ・コンティーニ所蔵（イタリア）